# 伐氏似緋鯉
伐氏似緋鯉（学名：Upeneichthys vlamingii）為輻鰭魚綱鱸形目鱸亞目鬚鯛科的其中一種，分布於澳洲南部海域，棲息深度可達100公尺，體長可達35公分，生活在淺的沙底質海域，成群活動，屬肉食性，可做為食用魚。